# Еџвортов дијаграм
Еџвортов дијаграм је микроекономски графички апарат који се користи за анализу размене два ресурса између два појединца.
Дијаграм је добио име по ирском економисти Френсису Изидру Еџворту који је међу првима користио ово аналитичко средство. Користи се најчешће у анализи чисте размене и опште равнотеже у различитим тржишним структурама (савршене конкуренције и монопола), екстерналија и анализе благостања.
У Еџвортов дијаграм се уносе почетно расположива средства два тржишна учесника и њихове преференције.